# Katarína Tetemondová
Katarína Tetemondová (Poprad, 24 settembre 1988) è un'ex cestista slovacca.

## Carriera
Con la Slovacchia ha disputato quattro edizioni dei Campionati europei (2009, 2011, 2013, 2015).